# Ultraleichtfluggelände Morbach

i7
i11
i13
Das Ultraleichtfluggelände Morbach liegt im Ortsteil Morbach der Gemeinde Großerlach im Rems-Murr-Kreis in Baden-Württemberg. Der Platzhalter und Betreiber ist die UL Flugsportgemeinschaft Großerlach-Grab e. V.

## Lage
Das Ultraleichtfluggelände liegt etwa 6 km ostsüdöstlich von Großerlach beim Weiler Morbach der Gemeinde. Naturräumlich liegt es im Mainhardter Wald.

## Flugbetrieb
Das Ultraleichtfluggelände besitzt eine Betriebsgenehmigung für fuß- und eigenstartfähige Ultraleichtflugzeuge, Trikes, Motorschirme und nichtselbststartende Luftsportgeräte im Windenstart oder Flugzeugschlepp. Es ist mit einer 432 m langen und 20 m breiten Start- und Landebahn aus Gras (Richtung 09/27) ausgestattet. Es dient dem Luftsport- und Reiseflugverkehr nach vorheriger Genehmigung durch den Platzhalter (PPR).

## Geschichte
Das Ultraleichtfluggelände Morbach wurde am 12. Juli 2006 genehmigt. Die Betriebsaufnahme wurde am 14. April 2007 gestattet.